# Chuck Yeager
Charles Elwood "Chuck" Yeager (Myra, Virginia, 13. veljače 1923. – Los Angeles, 7. prosinca 2020.), bio je američki brigadni general, glasoviti testni pilot.
Dana 14. listopada 1947. prvi je u povijesti probio zvučni zid upravljajući raketnim avionom Bell X-1 nad pustinjom Mojave u Kaliforniji. Jedan od glavnih likova u knjizi The right stuff Toma Wolfea prema kojoj je 1983. godine snimljen i istoimeni film "The right stuff" (hrv. Put u svemir) u režiji Philipa Kaufmana.